# 崔永平
崔永平（1958年7月—），吉林大安人。1979年8月加入中国共产党。湖南农学院郴州分院农学专业毕业，中共中央党校在职导师制研究生班经济管理专业研究生。历任零陵县农委副主任；中共冷水滩区委书记；冷水滩市副市长，市委常委、常务副市长；零陵地区人事局局长；祁阳县委书记；永州市副市长（期间挂职国家经贸委中小企业司副司长），市委常委、常务副市长等职。2006年10月任中共湖南省委统战部副部长，2009年7月兼湖南省工商联党组书记。